# Nissan Rogue
O Rogue é um utilitário esportivo compacto da Nissan desenvolvido para o mercado norte-americano. Em 2020 seu valor inicial era de $ 25.490 (0km)

## Galeria
- Primeira geração (2007-13)
- Segunda geração (2014-2020)
- Terceira geração (2020-presente)